# Mehen (ägyptische Mythologie)
Mehen (nach dem altägyptischen Verb für „einrollen“, „umwickeln“ oder „umzingeln“) ist der Name einer Gottheit in der Mythologie des Alten Ägypten. Er war ein Jenseitsgott und einer der zahlreichen Beschützer des Sonnengottes Re.

## Beschreibung
Mehen war ein Schlangengott, dessen Körper entweder stark gewunden oder gänzlich eingerollt dargestellt wurde. In späterer Zeit konnte sein Kopf menschlich sein. Er wurde oft feuerspeiend abgebildet.

## Nachweise
Mehen wird bildlich und schriftlich erstmals in den Pyramidentexten des Alten Reiches während der 5. Dynastie erwähnt. Er scheint aber schon seit deutlich längerer Zeit bekannt gewesen zu sein, da ihm ein bestimmtes Brettspiel namens „Mehen“ gewidmet war und dieses seit etwa 3000 v. Chr. gespielt wurde. Der Kult um Mehen blühte im Mittleren Reich auf, im Neuen Reich gehörte Mehen zum festen Götterensemble der sogenannten „Unterweltbücher“ (Amduat), in denen er zusammen mit anderen Schutzgottheiten genannt wurde.

## Mythologische Rolle
Mehen war ein Jenseitsgott, der in der Unterwelt (Duat) den verstorbenen König oder den Sonnengott Re in Empfang nahm und ihn dann auf seiner Reise durch die Unterwelt begleitete und beschützte, indem er den Kopf des Königs/des Re oder den gesamten Leib umwickelte. Im Alten Reich war es in den Pyramidentexten noch vornehmlich der verstorbene König, der beschützt werden sollte, ab dem Mittleren Reich war es dann ausschließlich Re.
Altes Reich
In den Pyramidentexten des Alten Reiches ist die Rolle des Mehen offenbar noch nicht implizit festgelegt, da ihm dort häufig wechselnde Rollen und Aufgaben zukommen. Zudem wird er dort nur ganze vier Mal erwähnt. Die Pyramidentexte haben vornehmlich den Aufstieg des verstorbenen Königs in den Himmel zum Thema. Nach einer sicheren Himmelsfahrt darf sich der König zu den Göttern gesellen, Mehen soll ihm dabei zur Seite stehen.
In Spruch 332 beispielsweise wird Mehen mit dem verstorbenen König direkt gleichgesetzt: „Der Verstorbene ist heraus gekommen als 'Mehen' und aufgestiegen mit feurigem Atem, sich dabei umdrehend.“ In Spruch 626 (aus der Pyramide der Königin Neith) wird Mehen mit der verstorbenen Königin verknüpft: „Neith ist herausgekommen als Schwalbe, sie ist gelandet als Falke! Ihr Gesicht ist das des Mehen, der sie begleitet!“ In Spruch 659 hingegen wird der Verstorbene mit dem Falkengott Horus identifiziert, der nach seinem Vater Osiris sucht: „Nimm Dir diese weißen Zähne, die in Mehen sind und welche drumherum wund sind, denn sie werden ‚Pfeile‘ genannt“! Dieser Zuruf geht von Re aus und ist an den König in Gestalt von Horus gerichtet. Mehen nimmt dort eine eher passive Rolle ein.
Neues Reich
Ab dem Neuen Reich wurden Mehen verschiedene Stunden während der Nacht in der Unterwelt zugewiesen, in denen er seine Auftritte hatte. Die wichtigsten davon waren die siebente Stunde, in der Re gegen seinen mythologischen Erzfeind Apophis antreten musste, sowie die elfte Stunde, in der Mehen für seinen Schutz gelobt wurde. Nur wenn Apophis besiegt wurde, konnte Re am östlichen Horizont aufgehen und den neuen Tag einläuten.
Die Texte belegen, dass Mehen den Sonnengott die ganze Zeit über umschloss und seinen Posten niemals wechselte oder gar verließ. Allerdings werden in den Totenbüchern auch andere Gottheiten wie Chnum und Osiris erwähnt, auch sie wurden von Mehen bewacht (häufigstes Zitat: „Er, der in der Mehen ist“). Mehens Hauptposten war die sogenannte „Tagesbarke des Re“. Der einzige sicher belegte Beiname des Mehen ist Anch („Leben“).